# Wereldbeker biatlon 2024/2025
De IBU wereldbeker biatlon 2024/2025 ging van start op 30 november 2024 in het Finse Kontiolahti en eindigt op 23 maart 2024 in het Noorse Oslo. Het hoogtepunt van het seizoen zijn de wereldkampioenschappen biatlon 2025 in Lenzerheide, Zwitserland. Deze wedstrijden tellen niet mee voor het wereldbekerklassement. 
De biatleet die aan het einde van het seizoen de meeste punten heeft verzameld is de eindwinnaar van de algemene wereldbeker. Ook per onderdeel wordt een apart wereldbekerklassement opgemaakt. 

## Wereldbekerkalender
| #      | Datum          | Land       | Plaats                  | Locatie                                  | IN | SP | AH | MS | ES | MX | SR |
| ------ | -------------- | ---------- | ----------------------- | ---------------------------------------- | -- | -- | -- | -- | -- | -- | -- |
| 1      | 30/11-08/12/24 | Finland    | Kontiolahti             | Kontiolahden ampumahiihtokeskus          | ●  | ●  |    | ●  | ●  | ●  | ●  |
| 2      | 13/12-15/12/24 | Oostenrijk | Hochfilzen              | Langlauf- und Biathlonzentrum Hochfilzen |    | ●  | ●  |    | ●  |    |    |
| 3      | 19/12-22/12/24 | Frankrijk  | Annecy-Le Grand Bornand | Stade de Biathlon Sylvie Becaert         |    | ●  | ●  | ●  |    |    |    |
| 4      | 10/01-12/01/25 | Duitsland  | Oberhof                 | Lotto Thüringen Arena am Rennsteig       |    | ●  | ●  |    |    | ●  | ●  |
| 5      | 15/01-19/01/25 | Duitsland  | Ruhpolding              | Chiemgau-Arena                           | ●  |    |    | ●  | ●  |    |    |
| 6      | 23/01-26/01/25 | Italië     | Antholz                 | Südtirol Arena                           |    | ●  | ●  |    | ●  |    |    |
| 7      | 06/03-09/03/25 | Tsjechië   | Nové Město na Moravě    | Vysočina Arena                           |    | ●  | ●  |    | ●  |    |    |
| 8      | 13/03-16/03/24 | Slovenië   | Pokljuka                | Biatlonski stadion Pokljuka              | ●  |    |    | ●  |    | ●  | ●  |
| 9      | 21/03-23/03/25 | Noorwegen  | Oslo                    | Holmenkollen                             |    | ●  | ●  | ●  |    |    |    |
| Aantal | Aantal         | Aantal     | Aantal                  | Aantal                                   | 3  | 7  | 6  | 5  | 5  | 3  | 3  |

## Mannen
| Datum                                                                         | Plaats                  | Onderdeel             | Eerste                                                                       | Tweede                                                                        | Derde                                                                    |
| ----------------------------------------------------------------------------- | ----------------------- | --------------------- | ---------------------------------------------------------------------------- | ----------------------------------------------------------------------------- | ------------------------------------------------------------------------ |
| 01/12/2024                                                                    | Kontiolahti             | 4 × 7,5 km estafette  | Frankrijk Fabien Claude Quentin Fillon Maillet Éric Perrot Émilien Jacquelin | Noorwegen Sturla Holm Lægreid Tarjei Bø Endre Strømsheim Johannes Thingnes Bø | Zweden Viktor Brandt Jesper Nelin Martin Ponsiluoma Sebastian Samuelsson |
| 03/12/2024                                                                    | Kontiolahti             | 15 km individueel     | Endre Strømsheim                                                             | Johannes Thingnes Bø                                                          | Sturla Holm Lægreid                                                      |
| 06/12/2024                                                                    | Kontiolahti             | 10 km sprint          | Émilien Jacquelin                                                            | Sebastian Samuelsson                                                          | Philipp Nawrath                                                          |
| 08/12/2024                                                                    | Kontiolahti             | 15 km massastart      | Éric Perrot                                                                  | Quentin Fillon Maillet                                                        | Sturla Holm Lægreid                                                      |
| 13/12/2024                                                                    | Hochfilzen              | 10 km sprint          | Johannes Thingnes Bø                                                         | Sturla Holm Lægreid                                                           | Fabien Claude                                                            |
| 14/12/2024                                                                    | Hochfilzen              | 12,5 km achtervolging | Johannes Thingnes Bø                                                         | Émilien Jacquelin                                                             | Sturla Holm Lægreid                                                      |
| 15/12/2024                                                                    | Hochfilzen              | 4 × 7,5 km estafette  | Frankrijk Fabien Claude Quentin Fillon Maillet Éric Perrot Émilien Jacquelin | Noorwegen Sturla Holm Lægreid Tarjei Bø Johannes Thingnes Bø Vebjørn Sørum    | Zweden Viktor Brandt Jesper Nelin Martin Ponsiluoma Sebastian Samuelsson |
| 19/12/2024                                                                    | Annecy-Le Grand Bornand | 10 km sprint          | Martin Uldal                                                                 | Johannes Thingnes Bø                                                          | Sebastian Samuelsson                                                     |
| 21/12/2024                                                                    | Annecy-Le Grand Bornand | 12,5 km achtervolging | Johannes Thingnes Bø                                                         | Éric Perrot                                                                   | Émilien Jacquelin                                                        |
| 22/12/2024                                                                    | Annecy-Le Grand Bornand | 15 km massastart      | Tarjei Bø                                                                    | Danilo Riethmüller                                                            | Johannes Thingnes Bø                                                     |
| 10/01/2025                                                                    | Oberhof                 | 10 km sprint          | Quentin Fillon Maillet                                                       | Fabien Claude                                                                 | Émilien Jacquelin                                                        |
| 11/01/2025                                                                    | Oberhof                 | 12,5 km achtervolging | Sturla Holm Lægreid                                                          | Tarjei Bø                                                                     | Johannes Thingnes Bø                                                     |
| 15/01/2025                                                                    | Ruhpolding              | 20 km individueel     |                                                                              |                                                                               |                                                                          |
| 17/01/2025                                                                    | Ruhpolding              | 4 × 7,5 km estafette  |                                                                              |                                                                               |                                                                          |
| 19/01/2025                                                                    | Ruhpolding              | 15 km massastart      |                                                                              |                                                                               |                                                                          |
| 24/01/2025                                                                    | Antholz                 | 10 km sprint          |                                                                              |                                                                               |                                                                          |
| 25/01/2025                                                                    | Antholz                 | 4 × 7,5 km estafette  |                                                                              |                                                                               |                                                                          |
| 26/01/2025                                                                    | Antholz                 | 12,5 km achtervolging |                                                                              |                                                                               |                                                                          |
| 10 tot en met 23 februari: Wereldkampioenschappen biatlon 2025 in Lenzerheide |                         |                       |                                                                              |                                                                               |                                                                          |
| 06/03/2025                                                                    | Nové Město na Moravě    | 10 km sprint          |                                                                              |                                                                               |                                                                          |
| 08/03/2025                                                                    | Nové Město na Moravě    | 12,5 km achtervolging |                                                                              |                                                                               |                                                                          |
| 09/03/2025                                                                    | Nové Město na Moravě    | 4 × 7,5 km estafette  |                                                                              |                                                                               |                                                                          |
| 14/03/2025                                                                    | Pokljuka                | 20 km individueel     |                                                                              |                                                                               |                                                                          |
| 16/03/2025                                                                    | Pokljuka                | 15 km massastart      |                                                                              |                                                                               |                                                                          |
| 21/03/2025                                                                    | Oslo                    | 10 km sprint          |                                                                              |                                                                               |                                                                          |
| 22/03/2025                                                                    | Oslo                    | 12,5 km achtervolging |                                                                              |                                                                               |                                                                          |
| 23/03/2025                                                                    | Oslo                    | 15 km massastart      |                                                                              |                                                                               |                                                                          |

## Vrouwen
| Datum                                                                         | Plaats                  | Onderdeel           | Eerste                                                                  | Tweede                                                                       | Derde                                                                                          |
| ----------------------------------------------------------------------------- | ----------------------- | ------------------- | ----------------------------------------------------------------------- | ---------------------------------------------------------------------------- | ---------------------------------------------------------------------------------------------- |
| 01/12/2024                                                                    | Kontiolahti             | 4 × 6 km estafette  | Zweden Anna Magnusson Sara Andersson Hanna Öberg Elvira Öberg           | Frankrijk Lou Jeanmonnot Justine Braisaz-Bouchet Sophie Chauveau Julia Simon | Noorwegen Juni Arnekleiv Karoline Offigstad Knotten Maren Kirkeeide Ingrid Landmark Tandrevold |
| 04/12/2024                                                                    | Kontiolahti             | 12,5 km individueel | Lou Jeanmonnot                                                          | Ella Halvarsson                                                              | Elvira Öberg                                                                                   |
| 07/12/2024                                                                    | Kontiolahti             | 7,5 km sprint       | Markéta Davidová                                                        | Elvira Öberg                                                                 | Suvi Minkkinen                                                                                 |
| 08/12/2024                                                                    | Kontiolahti             | 12,5 km massastart  | Elvira Öberg                                                            | Julia Simon                                                                  | Franziska Preuß                                                                                |
| 13/12/2024                                                                    | Hochfilzen              | 7,5 km sprint       | Franziska Preuß                                                         | Sophie Chauveau                                                              | Karoline Offigstad Knotten                                                                     |
| 14/12/2024                                                                    | Hochfilzen              | 10 km achtervolging | Lou Jeanmonnot                                                          | Vanessa Voigt                                                                | Franziska Preuß                                                                                |
| 15/12/2024                                                                    | Hochfilzen              | 4 × 6 km estafette  | Duitsland Vanessa Voigt Julia Tannheimer Selina Grotian Franziska Preuß | Frankrijk Julia Simon Justine Braisaz-Bouchet Sophie Chauveau Lou Jeanmonnot | Zweden Anna Magnusson Anna-Karin Heijdenberg Ella Halvarsson Elvira Öberg                      |
| 20/12/2024                                                                    | Annecy-Le Grand Bornand | 7,5 km sprint       | Justine Braisaz-Bouchet                                                 | Franziska Preuß                                                              | Anamarija Lampič                                                                               |
| 21/12/2024                                                                    | Annecy-Le Grand Bornand | 10 km achtervolging | Franziska Preuß                                                         | Julia Simon                                                                  | Vanessa Voigt                                                                                  |
| 22/12/2024                                                                    | Annecy-Le Grand Bornand | 12,5 km massastart  | Selina Grotian                                                          | Franziska Preuß                                                              | Paulína Bátovská Fialková                                                                      |
| 09/01/2025                                                                    | Oberhof                 | 7,5 km sprint       | Paula Botet                                                             | Maren Kirkeeide                                                              | Milena Todorova                                                                                |
| 11/01/2025                                                                    | Oberhof                 | 10 km achtervolging | Lou Jeanmonnot                                                          | Maren Kirkeeide                                                              | Elvira Öberg                                                                                   |
| 16/01/2025                                                                    | Ruhpolding              | 15 km individueel   |                                                                         |                                                                              |                                                                                                |
| 18/01/2025                                                                    | Ruhpolding              | 4 × 6 km estafette  |                                                                         |                                                                              |                                                                                                |
| 19/01/2025                                                                    | Ruhpolding              | 12,5 km massastart  |                                                                         |                                                                              |                                                                                                |
| 23/01/2025                                                                    | Antholz                 | 7,5 km sprint       |                                                                         |                                                                              |                                                                                                |
| 25/01/2025                                                                    | Antholz                 | 10 km achtervolging |                                                                         |                                                                              |                                                                                                |
| 26/01/2025                                                                    | Antholz                 | 4 × 6 km estafette  |                                                                         |                                                                              |                                                                                                |
| 10 tot en met 23 februari: Wereldkampioenschappen biatlon 2025 in Lenzerheide |                         |                     |                                                                         |                                                                              |                                                                                                |
| 07/03/2025                                                                    | Nové Město na Moravě    | 7,5 km sprint       |                                                                         |                                                                              |                                                                                                |
| 08/03/2025                                                                    | Nové Město na Moravě    | 10 km achtervolging |                                                                         |                                                                              |                                                                                                |
| 09/03/2025                                                                    | Nové Město na Moravě    | 4 × 6 km estafette  |                                                                         |                                                                              |                                                                                                |
| 14/03/2025                                                                    | Pokljuka                | 15 km individueel   |                                                                         |                                                                              |                                                                                                |
| 16/03/2025                                                                    | Pokljuka                | 12,5 km massastart  |                                                                         |                                                                              |                                                                                                |
| 21/03/2025                                                                    | Oslo                    | 7,5 km sprint       |                                                                         |                                                                              |                                                                                                |
| 22/03/2025                                                                    | Oslo                    | 10 km achtervolging |                                                                         |                                                                              |                                                                                                |
| 23/03/2025                                                                    | Oslo                    | 12,5 km massastart  |                                                                         |                                                                              |                                                                                                |

## Gemengd
| Datum                                                                        | Plaats      | Onderdeel                   | Eerste                                                                                               | Tweede                                                                         | Derde                                                                                         |
| ---------------------------------------------------------------------------- | ----------- | --------------------------- | --- | ------------------------------------------------------------------------------ | --------------------------------------------------------------------------------------------- |
| 30/11/2024                                                                   | Kontiolahti | Single-Mixed-Relay          | Zweden Ella Halvarsson Sebastian Samuelsson                                                          | Frankrijk Julia Simon Quentin Fillon Maillet                                   | Duitsland Vanessa Voigt Justus Strelow                                                        |
| 30/11/2024                                                                   | Kontiolahti | 4 × 6 km gemengde estafette | Noorwegen Karoline Offigstad Knotten Ingrid Landmark Tandrevold Johannes Dale-Skjevdal Vebjørn Sørum | Frankrijk Lou Jeanmonnot Justine Braisaz-Bouchet Éric Perrot Émilien Jacquelin | Zweden Anna Magnusson Elvira Öberg Jesper Nelin Martin Ponsiluoma                             |
| 12/01/2025                                                                   | Oberhof     | Single-Mixed-Relay          | Finland Tero Seppälä Suvi Minkkinen                                                                  | Frankrijk Quentin Fillon Maillet Paula Botet                                   | Duitsland Justus Strelow Selina Grotian                                                       |
| 12/01/2025                                                                   | Oberhof     | 4 × 6 km gemengde estafette | Zweden Sebastian Samuelsson Martin Ponsiluoma Hanna Öberg Elvira Öberg                               | Frankrijk Fabien Claude Éric Perrot Jeanne Richard Lou Jeanmonnot              | Noorwegen Sturla Holm Lægreid Tarjei Bø Ingrid Landmark Tandrevold Karoline Offigstad Knotten |
| 5 tot en met 18 februari: Wereldkampioenschappen biatlon 2025 in Lenzerheide |             |                             | |                                                                                |                                                                                               |
| 13/03/2025                                                                   | Pokljuka    | Single-Mixed-Relay          | |                                                                                |                                                                                               |
| 13/03/2025                                                                   | Pokljuka    | 4 × 6 km gemengde estafette | |                                                                                |                                                                                               |